# Melanochromis
Melanochromis es un género de peces de la familia Cichlidae y de la orden de los Perciformes. Es un endemismo del lago Malawi en África Oriental.

## Especies
- Melanochromis auratus (Boulenger, 1897)
- Melanochromis baliodigma Bowers & Stauffer, 1997
- Melanochromis benetos Bowers & Stauffer, 1997
- Melanochromis brevis Trewavas, 1935
- Melanochromis chipokae D. S. Johnson, 1975
- Melanochromis cyaneorhabdos Bowers & Stauffer, 1997
- Melanochromis dialeptos Bowers & Stauffer, 1997
- Melanochromis elastodema Bowers & Stauffer, 1997
- Melanochromis heterochromis Bowers & Stauffer, 1993
- Melanochromis interruptus D. S. Johnson, 1975
- Melanochromis joanjohnsonae (D. S. Johnson, 1974)
- Melanochromis johannii (Eccles, 1973)
- Melanochromis lepidiadaptes Bowers & Stauffer, 1997
- Melanochromis loriae D. S. Johnson, 1975
- Melanochromis melanopterus Trewavas, 1935
- Melanochromis parallelus W. E. Burgess & Axelrod, 1976
- Melanochromis perileucos Bowers & Stauffer, 1997
- Melanochromis perspicax (Trewavas, 1935)
- Melanochromis robustus D. S. Johnson, 1985
- Melanochromis simulans Eccles, 1973
- Melanochromis vermivorus Trewavas, 1935 (Purple Mbuna)
- Melanochromis xanthodigma Bowers & Stauffer, 1997